# Primera C 2024 (Colombia)
El Torneo Nacional Interclubes Primera C 2024 o simplemente Primera C 2024 fue la vigésimo tercera (23.a) edición del torneo de tercera división del fútbol en Colombia, el cual es de carácter aficionado. El torneo es organizado por Difutbol. La edición no cuenta con ascenso a segunda división.

## Sistema de juego
Cada equipo debió pagar 5 500 000 pesos colombianos por inscripción ante la División Aficionada del Fútbol Colombiano; no hay límite de edad en las plantillas que pueden tener hasta  un máximo de 30 jugadores. Al final del torneo se definió que se repartirán en premios a los dos equipos finalistas: 150 millones de pesos al campeón, 100 millones al subcampeón, 20 millones al goleador y 15 millones a la valla menos vencida. Esto sin contar la fase de grupos. Si al finalizar las jornadas correspondientes hay dos o más equipos empatados en puntos su posición será determinada atendiendo a los siguientes criterios que son diferentes a los utilizados en el fútbol profesional:
1. Mayor número de partidos ganados.
2. Mayor diferencia de goles.
3. Mayor promedio de goles (Goles a favor divididos por goles en contra).
4. Mayor número de goles a favor.
5. Menor número de goles en contra.
6. Lanzamientos desde el punto penal si es fase eliminatoria.
7. Juego limpio.

|                   | Formato | Clasificación a     |
| ----------------- | --- | ------------------- |
| Fase de grupos    | - La Fase I se jugará dividiendo a los equipos participantes en grupos regionales. En los grupos de 4, 5 y 6 participantes clasificarán 2 equipos, en los grupos de 7 y 8 pasarán 3, en los grupos de 9 y 10 clubes, habrá 4 clasificados y por último en los grupos de 11 y 12 participantes pasarán 5. No obstante, Difutbol al terminar la fase de grupos puede otorgar más cupos debido a que no se especifica el sistema de juego en el reglamento y puede modificarse en el transcurso del torneo. | - Fase eliminatoria |
| Fase eliminatoria | - Los clasificados jugarán partidos de eliminación directa a doble partido hasta la final. En las fases donde haya un número impar de equipos clasificará el mejor perdedor, hasta obtener un campeón. |                     |

## Equipos participantes
| Total Soccer                    | Antioquia                | Medellín               |
| Politécnico Jaime Isaza Cadavid | Antioquia                | Medellín               |
| Colo-Colo                       | Antioquia                | Itagüí                 |
| Deportivo Rionegro              | Antioquia                | Rionegro               |
| Academia F. C.                  | Risaralda                | Santa Rosa de Cabal    |
| Atlético Arabia                 | Risaralda                | Pereira                |
| Atlético Cafetero               | Quindío                  | Armenia                |
| Atlético Fair Play              | Risaralda                | Pereira                |
| Acción Cívica                   | Risaralda                | Dosquebradas           |
| Club Deportivo Gama             | Caldas                   | Riosucio               |
| Deportivo Pereira "B"           | Risaralda                | Pereira                |
| Manizales F. C.                 | Caldas                   | Manizales              |
| Norte del Valle                 | Valle del Cauca          | Sevilla                |
| Tigres del Quindío              | Quindío                  | Armenia                |
| Atlético Cauca                  | Cauca                    | Popayán                |
| Atlético Timbío                 | Cauca                    | Timbío                 |
| Corinto City                    | Cauca                    | Corinto                |
| Independiente Popayán           | Cauca                    | Popayán                |
| Locos por el Fútbol             | Cauca                    | Popayán                |
| Oros del Pacífico               | Valle del Cauca          | Buenaventura           |
| Pumas F. C.                     | Cauca                    | Popayán                |
| Real Falcón                     | Nariño                   | Pasto                  |
| Semillas Tuluá                  | Valle del Cauca          | Tuluá                  |
| Wil Nariño                      | Nariño                   | Pasto                  |
| Atlético del Oriente            | Casanare                 | Yopal                  |
| Atlético Real Paz               | Casanare                 | Paz de Ariporo         |
| Bicentenario                    | Casanare                 | Yopal                  |
| Club Grupo 15                   | Cundinamarca             | Zipaquirá              |
| Club Santoto                    | Boyacá                   | Tunja                  |
| Distrito Élite                  | Bogotá                   | Bogotá                 |
| Real Juventud                   | Santander                | Barbosa                |
| Unitropico                      | Casanare                 | Yopal                  |
| Academia Blanco y Negro         | Cundinamarca             | Chía                   |
| Andino F. C.                    | Bogotá                   | Bogotá                 |
| Atlético Flamengo               | Cundinamarca             | Cota                   |
| Atlético Salitre                | Bogotá                   | Bogotá                 |
| First Level                     | Bogotá                   | Bogotá                 |
| Sabana Norte                    | Cundinamarca             | Chía                   |
| San Andrés F. C.                | San Andrés y Providencia | San Andrés             |
| Tigres "B"                      | Bogotá                   | Bogotá                 |
| Asociación Cristiana Deportiva  | Bogotá                   | Bogotá                 |
| Bogotá City                     | Bogotá                   | Bogotá                 |
| Deportivo Neiva                 | Huila                    | Neiva                  |
| Fiorentina F. C.                | Caquetá                  | Florencia              |
| Sporting Caquetá                | Caquetá                  | Florencia              |
| Talentos Neiva                  | Huila                    | Neiva                  |
| Villa de Las Palmas             | Tolima                   | Purificación           |
| Kanteranos F. C.                | Bogotá                   | Bogotá                 |
| Boca Juniors de Soledad         | Atlántico                | Soledad                |
| Caribe Sport                    | Atlántico                | Barranquilla           |
| Central Campo de La Cruz        | Atlántico                | Campo de La Cruz       |
| Club Cachorros                  | Atlántico                | Barranquilla           |
| Ilusión Naranja                 | Atlántico                | Barranquilla           |
| Real Sociedad de Suán           | Atlántico                | Suán                   |
| Santa Lucía F. C.               | Atlántico                | Santa Lucía            |
| Soledad F. C.                   | Atlántico                | Soledad                |
| Real Sabanalarga                | Atlántico                | Sabanalarga            |
| Atlético Axón                   | Bolívar                  | Cartagena              |
| Atlético Juan Martín            | Bolívar                  | San Juan Nepomuceno    |
| Bolívar F. C.                   | Bolívar                  | El Carmen de Bolívar   |
| Corporación Córdoba             | Bolívar                  | Córdoba                |
| Fantasia Cartagena              | Bolívar                  | Cartagena              |
| Guerreros F. C.                 | Bolívar                  | El Guamo               |
| Juventud 2000                   | Bolívar                  | San Jacinto            |
| Paz y Futuro                    | Bolívar                  | San Juan Nepomuceno    |
| Academia Azul                   | Sucre                    | Sampués                |
| Atlético Jireh                  | Sucre                    | Coveñas                |
| Boca Juniors de Sincelejo       | Sucre                    | Sincelejo              |
| Deportivo Disa                  | Córdoba                  | San Antero             |
| Los Amigos                      | Sucre                    | Corozal                |
| Criollitos                      | Córdoba                  | Planeta Rica           |
| Once Sucre                      | Sucre                    | Sincelejo              |
| Talento Palmitero               | Sucre                    | San Antonio de Palmito |
| Athletic Club Bolívar           | Bolívar                  | Cicuco                 |
| Atlético Jireh "B"              | Sucre                    | Coveñas                |
| Guerreros Z. B.                 | Bolívar                  | El Carmen de Bolívar   |
| Juventud Real Magangué          | Bolívar                  | Magangué               |
| Real Mompóx                     | Bolívar                  | Mompós                 |
| San Pedro F. C.                 | Sucre                    | San Pedro              |
| Toluviejo                       | Sucre                    | Toluviejo              |
| Atletas del Mañana              | Cesar                    | Bosconia               |
| Atlético Becerril               | Cesar                    | Becerril               |
| Deportivo J. M.                 | La Guajira               | El Molino              |
| Equipo Azul                     | Cesar                    | Valledupar             |
| Gremio Vallenato                | Cesar                    | Valledupar             |
| Nápoles                         | Cesar                    | Becerril               |
| Plato F. C.                     | Magdalena                | Plato                  |
| Real San Juan                   | La Guajira               | San Juan del Cesar     |
| Deportivo Copey                 | Cesar                    | El Copey               |
| Codazzi F. C.                   | Cesar                    | Codazzi                |
| Deportivo Manaure               | La Guajira               | Manaure                |
| Deportivo Riohacha              | La Guajira               | Riohacha               |
| Grama Cesar F. C.               | Cesar                    | Valledupar             |
| Internacional                   | Cesar                    | Valledupar             |
| San Francisco                   | Cesar                    | Valledupar             |
| Sión F. C.                      | La Guajira               | Riohacha               |
| Unión Jaguera                   | Cesar                    | La Jagua de Ibirico    |
| Atlético Aracataca              | Magdalena                | Aracataca              |
| F. C. Bastidas                  | Magdalena                | Santa Marta            |
| Ciudadela 29 de Julio           | Magdalena                | Santa Marta            |
| Deportivo Quique                | Magdalena                | Cienaga                |
| Juventus Santa Marta            | Magdalena                | Santa Marta            |
| Real Fundación                  | Magdalena                | Fundación              |
| Real Sociedad Alianza Cataquera | Magdalena                | Aracataca              |
| Talentos Los Almendros          | Magdalena                | Plato                  |
| Amigos del Balón-Altamira F. C. | Norte de Santander       | Ábrego                 |
| Atlético Santander              | Santander                | Bucaramanga            |
| Deportivo Ferry                 | Santander                | Bucaramanga            |
| Cúcuta F. C.                    | Norte de Santander       | Cúcuta                 |
| Internacional Patios            | Norte de Santander       | Los Patios             |
| La Provincia                    | Norte de Santander       | Chinácota              |
| Santander del Norte             | Norte de Santander       | Cúcuta                 |
| Club Cincuentenario             | Santander                | Barrancabermeja        |
| Linsoph P. W.                   | Santander                | Puerto Wilches         |
| Real Barrancabermeja            | Santander                | Barrancabermeja        |
| Real Soto Norte                 | Santander                | El Playón              |
| River Plate Santander           | Santander                | Sabana de Torres       |
| Sur de Bolívar                  | Bolívar                  | Santa Rosa del Sur     |
| Talentos Barrancabermeja        | Santander                | Barrancabermeja        |
| Talentos del Sur                | Bolívar                  | Cantagallo             |
| Zarzal F. C.                    | Santander                | Barrancabermeja        |
| Atlético San Juan               | Chocó                    | Itsmina                |
| Deportivo La Academia           | Chocó                    | Quibdó                 |
| Los Paye                        | Chocó                    | Quibdó                 |
| Atrato River                    | Chocó                    | El Atrato              |
| Estrellas del Futuro            | Chocó                    | Quibdó                 |
| Linaje F. C.                    | Chocó                    | Quibdó                 |
| Los Robles                      | Chocó                    | Río Quito              |
| Nueva Generación Tadó           | Chocó                    | Tadó                   |

### Localización
| Bolívar                  | 14 | Atlético Axón, Atlético Juan Martín, Bolívar F. C., Guerreros de El Guamo, Fantasia Cartagena, Paz y Futuro, Juventud 2000, Corporación Córdoba, Athletic Club Bolívar, Guerreros Z. B., Juventud Real Magangué, Real Mompóx, Talentos del Sur, Sur de Bolívar |
| Santander                | 10 | Real Juventud de Barbosa, Atlético Santander, Deportivo Ferry, Club Cincuentenario, Linsoph P.W., Real Barrancabermeja, Real Soto Norte, River Plate Santander, Talentos Barrancabermeja, Zarzal F. C.                                                         |
| Cesar                    | 11 | Atletas del Mañana, Atlético Becerril, Deportivo Copey, Equipo Azul, Gremio Vallenato, Nápoles, Codazzi F. C., Grama Cesar F. C., Internacional, San Francisco, Unión Jaguera                                                                                  |
| Magdalena                | 10 | Plato F. C., Atlético Aracataca, Bastidas F. C., Ciudadela 29 de Julio, Deportivo Quique, Macondo F. C., Juventus Santa Marta, Real Fundación, Real Sociedad Alianza Cataquera, Talentos Los Almendros                                                         |
| Atlántico                | 9  | Boca Juniors de Soledad, Caribe Sport, Central Campo de La Cruz, Club Cachorros, Ilusión Naranja, Real Sociedad de Suán, Santa Lucía F. C., Soledad F. C., Real Sabanalarga                                                                                    |
| Sucre                    | 9  | Academia Azul, Atlético Jireh, Boca Juniors de Sincelejo, Los Amigos, Once Sucre, Talento Palmitero, Atlético Jireh "B", San Pedro F. C., Toluviejo |
| Chocó                    | 8  | Atlético San Juan, Deportivo La Academia, Los Paye, Estrellas del Futuro, Atrato River, Linaje F. C., Los Robles, Nueva Generación Tadó |
| Bogotá, D. C.            | 8  | Distrito Élite, Andino F. C., Atlético Salitre, First Level, Tigres "B", Asociación Cristiana Deportiva, Bogotá City, Kanteranos F. C. |
| Cauca                    | 6  | Atlético Cauca, Atlético Timbío, Corinto City, Independiente Popayán, Locos Por el Fútbol, Pumas F. C. |
| Antioquia                | 5  | Total Soccer, Medellín City, Deportivo Rionegro, Colo-Colo, Politécnico Jaime Isaza |
| La Guajira               | 5  | Deportivo J. M., Real San Juan, Deportivo Manaure, Deportivo Riohacha, Sión F. C. |
| Norte de Santander       | 5  | Amigos del Balón-Altamira F. C., Cúcuta F. C., Internacional Patios, La Provincia, Santander del Norte |
| Risaralda                | 5  | Academia F. C., Atlético Arabia, Deportivo Pereira "B", Acción Cívica, Atlético Fair Play |
| Casanare                 | 4  | Atlético del Oriente, Atlético Real Paz, Bicentenario, Unitropico |
| Cundinamarca             | 4  | Academia Blanco y Negro, Atlético Flamengo, Club Grupo 15, Sabana Norte |
| Valle del Cauca          | 3  | Norte del Valle, Oros del Pacífico, Semillas Tuluá |
| Caldas                   | 2  | Club Deportivo Gama, Manizales F. C. |
| Caquetá                  | 2  | Fiorentina F. C., Sporting Caquetá |
| Córdoba                  | 2  | Deportivo Disa, Criollitos |
| Huila                    | 2  | Deportivo Neiva, Talentos Neiva |
| Nariño                   | 2  | Real Falcón, Wil Nariño |
| Quindío                  | 2  | Atlético Cafetero, Tigres del Quindío |
| Boyacá                   | 1  | Club Santoto |
| San Andrés y Providencia | 1  | San Andrés F. C. |
| Tolima                   | 1  | Villa de Las Palmas |

## Equipos retirados y expulsados
| Retirados: - Soccer Law - Panteras F. C. - Unión Casanare - Macondo F. C. - Medellín City - La Chalaca - Atlético Chapinero - Codazzi F. C. - Andino F. C. |  | Expulsados: - Toluviejo - Total Soccer - Kanteranos F. C. - Juventud Real Magangué - Atlético Jireh "B" - Deportivo La Academia - Club Cincuentenario - Bolívar F. C. - Atlético San Juan - Real Falcón |

## Fase de grupos
La primera fase inició el 25 de mayo.

### Grupo A
| Pos. | Equipo                  | Pts. | PJ | G | E | P | GF | GC | Dif. | Clasificación |  | RIO | COL | POL | TOT |
| ---- | ----------------------- | ---- | -- | - | - | - | -- | -- | ---- | ------------- |  | --- | --- | --- | --- |
| 1    | Deportivo Rionegro      | 18   | 6  | 6 | 0 | 0 | 17 | 2  | +15  | Segunda fase. |  | —   | 2–0 | 1–0 | 6–0 |
| 2    | Colo-Colo               | 10   | 6  | 3 | 1 | 2 | 13 | 8  | +5   | Segunda fase. |  | 1–2 | —   | 1–1 | 3–0 |
| 3    | Politécnico Jaime Isaza | 4    | 6  | 1 | 1 | 4 | 9  | 12 | −3   |               |  | 1–3 | 2–4 | —   | 2–3 |
| 4    | Total Soccer            | 3    | 6  | 1 | 0 | 5 | 4  | 21 | −17  | Expulsado     |  | 0–3 | 1–4 | 0–3 | —   |

 Fuente: Difutbol

### Grupo B
| Pos. | Equipo                | Pts. | PJ | G  | E | P  | GF | GC | Dif. | Clasificación |     | TDQ | GAM | MAN  | ARA | ACI | FPL | PER | ACA | NDV  | CAF  |
| ---- | --------------------- | ---- | -- | -- | - | -- | -- | -- | ---- | ------------- | --- | --- | --- | ---- | --- | --- | --- | --- | --- | ---- | ---- |
| 1    | Tigres del Quindío    | 41   | 18 | 13 | 2 | 3  | 51 | 13 | +38  | Segunda fase. |     | —   | 0–1 | 3–0  | 1–0 | 1–0 | 3–2 | 2–0 | 3–2 | 5–1  | 16–0 |
| 2    | Club Deportivo Gama   | 41   | 18 | 13 | 2 | 3  | 39 | 13 | +26  | Segunda fase. |     | 2–1 | —   | 0–0  | 1–3 | 1–1 | 2–1 | 2–1 | 4–0 | 4–0  | 4–0  |
| 3    | Manizales F. C.       | 37   | 18 | 11 | 4 | 3  | 57 | 16 | +41  | Segunda fase. |     | 1–2 | 2–0 | —    | 2–0 | 2–0 | 6–1 | 4–2 | 8–4 | 11–0 | 7–0  |
| 4    | Atlético Arabia       | 33   | 18 | 10 | 3 | 5  | 46 | 20 | +26  | Segunda fase. |     | 2–2 | 0–1 | 2–1  | —   | 1–1 | 3–1 | 1–1 | 3–1 | 6–3  | 7–2  |
| 5    | Acción Cívica         | 27   | 18 | 7  | 6 | 5  | 26 | 21 | +5   |               |     | 1–4 | 1–0 | 1–1  | 1–0 | —   | 2–2 | 1–1 | 0–0 | 3–0  | 4–0  |
| 6    | Atlético Fair Play    | 23   | 18 | 7  | 2 | 9  | 28 | 31 | −3   |               | 0–3 | 0–1 | 0–0 | 1–2  | 4–2 | —   | 4–1 | 0–1 | 2–0 | 2–1  |      |
| 7    | Deportivo Pereira "B" | 18   | 18 | 4  | 6 | 8  | 22 | 26 | −4   |               | 0–0 | 1–5 | 0–2 | 1–0  | 0–1 | 0–1 | —   | 3–0 | 4–0 | 4–0  |      |
| 8    | Academia F. C.        | 14   | 18 | 3  | 5 | 10 | 20 | 41 | −21  |               | 0–4 | 1–4 | 0–3 | 0–2  | 3–0 | 0–3 | 1–1 | —   | 1–1 | 1–1  |      |
| 9    | Norte del Valle       | 11   | 18 | 2  | 5 | 11 | 15 | 61 | −46  |               | 1–0 | 0–2 | 1–1 | 0–11 | 0–3 | 3–1 | 0–0 | 1–1 | —   | 3–3  |      |
| 10   | Atlético Cafetero     | 6    | 18 | 1  | 3 | 14 | 14 | 78 | −64  |               | 0–1 | 0–5 | 0–6 | 0–3  | 1–4 | 1–3 | 2–2 | 0–4 | 3–1 | —    |      |

 Fuente: Difutbol

### Grupo C
| Pos. | Equipo                | Pts. | PJ | G  | E | P  | GF | GC | Dif. | Clasificación |     | LOC | IPP | COR | CAU | WIL | TIM | SEM | ODP | PUM | RFA  |
| ---- | --------------------- | ---- | -- | -- | - | -- | -- | -- | ---- | ------------- | --- | --- | --- | --- | --- | --- | --- | --- | --- | --- | ---- |
| 1    | Locos por el Fútbol   | 42   | 18 | 13 | 3 | 2  | 39 | 13 | +26  | Segunda fase. |     | —   | 1–1 | 0–0 | 1–2 | 3–1 | 2–0 | 6–0 | 5–2 | 3–0 | 2–0  |
| 2    | Independiente Popayán | 38   | 18 | 11 | 5 | 2  | 34 | 17 | +17  | Segunda fase. |     | 2–2 | —   | 1–1 | 3–1 | 1–3 | 1–0 | 1–0 | 1–0 | 4–0 | 0–0  |
| 3    | Corinto City          | 37   | 18 | 11 | 4 | 3  | 36 | 20 | +16  | Segunda fase. |     | 0–1 | 3–1 | —   | 3–2 | 2–1 | 1–0 | 3–1 | 5–2 | 5–1 | 3–0  |
| 4    | Atlético Cauca        | 35   | 18 | 11 | 2 | 5  | 43 | 18 | +25  | Segunda fase. |     | 1–2 | 1–1 | 3–1 | —   | 0–0 | 3–2 | 5–0 | 3–1 | 4–0 | 10–0 |
| 5    | Wil Nariño            | 35   | 18 | 11 | 2 | 5  | 35 | 18 | +17  |               |     | 1–0 | 1–2 | 3–0 | 2–0 | —   | 3–1 | 2–0 | 3–1 | 2–1 | 1–0  |
| 6    | Atlético Timbío       | 20   | 18 | 6  | 2 | 10 | 19 | 27 | −8   |               | 0–1 |     | 0–0 | 0–1 | 2–1 | —   | 0–0 | 3–0 | 2–1 | 3–0 |      |
| 7    | Semillas Tuluá        | 18   | 18 | 5  | 3 | 10 | 14 | 33 | −19  |               | 0–3 | 0–1 | 0–3 | 1–0 | 1–1 | 0–2 | —   | 0–0 | 4–2 | 3–0 |      |
| 8    | Oros del Pacífico     | 14   | 18 | 4  | 2 | 12 | 27 | 37 | −10  |               | 0–1 | 1–2 | 3–4 | 0–2 | 2–1 | 4–0 | 0–1 | —   | 4–0 | 3–0 |      |
| 9    | Pumas F. C.           | 9    | 18 | 2  | 3 | 13 | 21 | 49 | −28  |               | 3–1 | 0–3 | 1–1 | 1–3 | 2–3 | 1–2 | 4–1 | 3–3 | —   | 1–0 |      |
| 10   | Real Falcón           | 8    | 18 | 2  | 2 | 14 | 11 | 47 | −36  |               | 2–3 | 1–4 | 0–1 | 0–2 | 0–6 | 3–0 | 0–2 | 3–1 | 2–2 | —   |      |

 Fuente: Difutbol

### Grupo D
| Pos. | Equipo                | Pts. | PJ | G | E | P  | GF | GC | Dif. | Clasificación |     | NGT | ROB | LIN | PAY | EDF  | ASJ | ATR | ACA |
| ---- | --------------------- | ---- | -- | - | - | -- | -- | -- | ---- | ------------- | --- | --- | --- | --- | --- | ---- | --- | --- | --- |
| 1    | Nueva Generación Tadó | 32   | 14 | 9 | 5 | 0  | 34 | 13 | +21  | Segunda fase. |     | —   | 1–0 | 1–0 | 2–2 | 4–0  | 2–1 | 6–1 | 5–1 |
| 2    | Los Robles            | 26   | 14 | 8 | 2 | 4  | 41 | 20 | +21  | Segunda fase. |     | 3–3 | —   | 4–3 | 2–1 | 1–1  | 2–0 | 2–3 | 1–0 |
| 3    | Linaje F. C.          | 25   | 14 | 8 | 1 | 5  | 25 | 15 | +10  | Segunda fase. |     | 0–2 | 1–0 | —   | 1–0 | 0–0  | 3–0 | 3–2 | 2–0 |
| 4    | Los Paye              | 22   | 14 | 6 | 4 | 4  | 27 | 20 | +7   |               |     | 3–3 | 1–5 | 3–0 | —   | 0–0  | 5–1 | 3–0 | 2–0 |
| 5    | Estrellas del Futuro  | 19   | 14 | 5 | 4 | 5  | 26 | 17 | +9   |               | 0–1 | 0–2 | 1–4 | 0–1 | —   | 2–2  | 1–0 | 2–1 |     |
| 6    | Atlético San Juan     | 15   | 14 | 4 | 3 | 7  | 24 | 28 | −4   | Expulsado     |     | 1–1 | 4–3 | 0–2 | 2–2 | 1–2  | —   | 4–1 | 3–0 |
| 7    | Atrato River          | 11   | 14 | 3 | 2 | 9  | 22 | 41 | −19  |               |     | 1–1 | 1–8 | 2–1 | 1–2 | 0–3  | 1–4 | —   | 6–1 |
| 8    | Deportivo La Academia | 7    | 14 | 2 | 1 | 11 | 11 | 55 | −44  | Expulsado     |     | 0–2 | 1–8 | 0–5 | 1–4 | 0–16 | 2–1 | 2–2 | —   |

 Fuente: Difutbol

### Grupo E
| Pos. | Equipo               | Pts. | PJ | G  | E | P  | GF | GC | Dif. | Clasificación |     | ATO | SAN | BIC | UNI | RJU | RPA  | GRU | DIS |
| ---- | -------------------- | ---- | -- | -- | - | -- | -- | -- | ---- | ------------- | --- | --- | --- | --- | --- | --- | ---- | --- | --- |
| 1    | Atlético del Oriente | 35   | 14 | 11 | 2 | 1  | 31 | 14 | +17  | Segunda fase. |     | —   | 1–0 | 2–1 | 3–1 | 2–1 | 5–1  | 2–0 | 4–1 |
| 2    | Club Santoto         | 26   | 14 | 8  | 2 | 4  | 42 | 12 | +30  | Segunda fase. |     | 1–2 | —   | 0–0 | 0–1 | 2–1 | 10–1 | 6–0 | 6–0 |
| 3    | Bicentenario         | 24   | 14 | 7  | 3 | 4  | 29 | 15 | +14  | Segunda fase. |     | 1–1 | 0–2 | —   | 1–4 | 4–2 | 2–1  | 1–0 | 6–0 |
| 4    | Unitrópico           | 19   | 14 | 6  | 1 | 7  | 26 | 22 | +4   |               |     | 2–3 | 1–1 | 2–1 | —   | 1–0 | 1–2  | 3–0 | 5–0 |
| 5    | Real Juventud        | 18   | 14 | 5  | 3 | 6  | 17 | 17 | 0    |               | 0–1 | 0–3 | 0–0 | 2–0 | —   | 1–0 | 5–1  | 2–1 |     |
| 6    | Atlético Real Paz    | 17   | 14 | 5  | 2 | 7  | 24 | 38 | −14  |               | 2–2 | 3–1 | 1–4 | 3–1 | 0–0 | —   | 3–5  | 4–1 |     |
| 7    | Club Grupo 15        | 13   | 14 | 4  | 1 | 9  | 19 | 37 | −18  |               | 2–1 | 0–4 | 0–5 | 3–2 | 1–2 | 2–3 | —    | 5–0 |     |
| 8    | Distrito Élite       | 8    | 14 | 2  | 2 | 10 | 12 | 46 | −34  |               | 1–2 | 1–6 | 0–3 | 3–2 | 1–1 | 3–0 | 0–0  | —   |     |

 Fuente: Difutbol

### Grupo F
| Pos. | Equipo                  | Pts. | PJ | G  | E | P  | GF | GC | Dif. | Clasificación     |     | TIG | ABN | SAN | FIR | FLA | SNO | AND | SAL |
| ---- | ----------------------- | ---- | -- | -- | - | -- | -- | -- | ---- | ----------------- | --- | --- | --- | --- | --- | --- | --- | --- | --- |
| 1    | Tigres "B"              | 37   | 14 | 12 | 1 | 1  | 53 | 12 | +41  | Segunda fase.     |     | —   | 4–3 | 2–1 | 1–2 | 4–2 | 8–1 | 4–0 | 9–0 |
| 2    | Academia Blanco y Negro | 29   | 14 | 9  | 2 | 3  | 36 | 19 | +17  | Segunda fase.     |     | 1–4 | —   | 1–0 | 3–2 | 1–1 | 5–0 | 1–0 | 4–0 |
| 3    | San Andrés F. C.        | 28   | 14 | 9  | 1 | 4  | 33 | 13 | +20  | Segunda fase.     |     | 1–2 | 2–1 | —   | 2–3 | 3–1 | 4–0 | 1–0 | 2–1 |
| 4    | First Level             | 27   | 14 | 7  | 6 | 1  | 34 | 20 | +14  |                   |     | 1–1 | 3–3 | 0–0 | —   | 3–1 | 3–2 | 3–0 | 7–1 |
| 5    | Atlético Flamengo       | 15   | 14 | 4  | 3 | 7  | 22 | 33 | −11  |                   | 0–3 | 1–2 | 0–5 | 2–2 | —   | 5–2 | 0–0 | 4–2 |     |
| 6    | Sabana Norte            | 8    | 14 | 2  | 2 | 10 | 13 | 45 | −32  |                   | 0–2 | 0–4 | 1–5 | 1–1 | 3–2 | —   | 2–1 | 1–1 |     |
| 7    | Andino F. C.            | 7    | 14 | 1  | 4 | 9  | 9  | 40 | −31  | Retiro Voluntario |     | 0–7 | 0–3 | 0–1 | 3–3 | 0–1 | 1–0 | —   | 1–1 |
| 8    | Atlético Salitre        | 6    | 14 | 1  | 3 | 10 | 18 | 48 | −30  |                   |     | 0–2 | 2–4 | 1–6 | 0–1 | 3–4 | 3–0 | 3–3 | —   |

 Fuente: Difutbol

### Grupo G
| Pos. | Equipo               | Pts. | PJ | G  | E | P  | GF | GC  | Dif. | Clasificación |     | SCA  | FIO | DNE | VLP | BOG | TNE | KAN  | ACR  |
| ---- | -------------------- | ---- | -- | -- | - | -- | -- | --- | ---- | ------------- | --- | ---- | --- | --- | --- | --- | --- | ---- | ---- |
| 1    | Sporting Caquetá     | 37   | 14 | 12 | 1 | 1  | 77 | 7   | +70  | Segunda fase. |     | —    | 3–1 | 0–0 | 4–1 | 4–1 | 9–0 | 1–0  | 16–0 |
| 2    | Fiorentina F. C.     | 34   | 14 | 11 | 1 | 2  | 46 | 8   | +38  | Segunda fase. |     | 1–0  | —   | 1–1 | 1–0 | 7–0 | 2–0 | 3–0  | 11–0 |
| 3    | Deportivo Neiva      | 32   | 14 | 10 | 2 | 2  | 46 | 8   | +38  | Segunda fase. |     | 0–1  | 0–2 | —   | 3–1 | 5–0 | 4–1 | 4–1  | 14–0 |
| 4    | Villa de Las Palmas  | 22   | 14 | 7  | 1 | 6  | 31 | 21  | +10  |               |     | 0–2  | 2–1 | 0–2 | —   | 0–0 | 4–1 | 1–0  | 9–1  |
| 5    | Bogotá City          | 14   | 14 | 4  | 2 | 8  | 22 | 44  | −22  |               | 1–6 | 1–2  | 0–2 | 3–1 | —   | 3–2 | 4–3 | 4–4  |      |
| 6    | Talentos Neiva       | 12   | 14 | 4  | 0 | 10 | 37 | 45  | −8   |               | 0–7 | 1–2  | 1–5 | 2–3 | 6–2 | —   | 1–0 | 12–2 |      |
| 7    | Kanteranos F. C.     | 9    | 14 | 3  | 0 | 11 | 16 | 35  | −19  | Expulsado     |     | 2–5  | 0–4 | 0–1 | 0–4 | 2–1 | 4–3 | —    | 0–1  |
| 8    | Asociación Cristiana | 4    | 14 | 1  | 1 | 12 | 11 | 116 | −105 |               |     | 0–19 | 0–8 | 0–5 | 1–5 | 0–2 | 0–7 | 2–4  | —    |

 Fuente: Difutbol

### Grupo H
| Pos. | Equipo                   | Pts. | PJ | G  | E | P  | GF | GC | Dif. | Clasificación |     | ILU     | SLU | BOC | CAR | RSO | RSA | CAC | SOL     | CRU |
| ---- | ------------------------ | ---- | -- | -- | - | -- | -- | -- | ---- | ------------- | --- | ------- | --- | --- | --- | --- | --- | --- | ------- | --- |
| 1    | Ilusión Naranja          | 32   | 14 | 10 | 2 | 2  | 34 | 11 | +23  | Segunda fase. |     | —       | 7–0 | 2–1 | 1–1 | 1–1 | 1–2 | 3–2 | Anulado | 4–0 |
| 2    | Santa Lucía F. C.        | 29   | 15 | 9  | 2 | 4  | 41 | 23 | +18  | Segunda fase. |     | Anulado | —   | 1–2 | 0–2 | 3–1 | 6–0 | 4–2 | 6–4     | 5–0 |
| 3    | Boca Juniors de Soledad  | 29   | 16 | 8  | 5 | 3  | 32 | 20 | +12  | Segunda fase. |     | 0–1     | 2–2 | —   | 3–2 | 1–0 | 2–0 | 2–0 | 2–2     | 4–1 |
| 4    | Caribe Sport             | 26   | 16 | 8  | 2 | 6  | 27 | 18 | +9   | Segunda fase. |     | 0–1     | 1–3 | 3–2 | —   | 1–2 | 1–0 | 3–1 | 2–0     | 5–0 |
| 5    | Real Sociedad            | 24   | 16 | 7  | 3 | 6  | 31 | 29 | +2   |               |     | 0–3     | 1–1 | 1–1 | 2–1 | —   | 4–2 | 3–0 | 3–2     | 3–1 |
| 6    | Real Sabanalarga         | 19   | 16 | 6  | 1 | 9  | 29 | 40 | −11  |               | 3–1 | 2–1     | 0–3 | 1–2 | 1–3 | —   | 5–1 | 3–1 | 6–2     |     |
| 7    | Club Cachorros           | 14   | 16 | 4  | 2 | 10 | 22 | 44 | −22  |               | 0–2 | 0–6     | 0–0 | 0–2 | 4–3 | 3–3 | —   | 3–1 | 3–0     |     |
| 8    | Soledad F. C.            | 15   | 15 | 4  | 3 | 8  | 33 | 37 | −4   |               | 2–1 | 1–2     | 4–6 | 0–0 | 5–3 | 6–1 | 1–3 | —   | 2–1     |     |
| 9    | Central Campo de La Cruz | 11   | 16 | 3  | 2 | 11 | 19 | 43 | −24  |               | 1–4 | 0–1     | 1–1 | 2–1 | 2–1 | 1–2 | 6–0 | 1–1 | —       |     |

 Fuente: Difutbol

### Grupo I
| Pos. | Equipo               | Pts. | PJ | G | E | P | GF | GC | Dif. | Clasificación |     | GUE | AJM | JUV | FAN | PYF | AXO | CCO | BOL |
| ---- | -------------------- | ---- | -- | - | - | - | -- | -- | ---- | ------------- | --- | --- | --- | --- | --- | --- | --- | --- | --- |
| 1    | Guerreros F. C.      | 27   | 14 | 7 | 6 | 1 | 33 | 20 | +13  | Segunda fase. |     | —   | 2–2 | 2–2 | 5–3 | 2–0 | 2–1 | 3–2 | 4–0 |
| 2    | Atlético Juan Martín | 25   | 14 | 7 | 4 | 3 | 22 | 16 | +6   | Segunda fase. |     | 0–2 | —   | 0–0 | 4–1 | 2–1 | 1–0 | 3–1 | 1–1 |
| 3    | Juventud 2000        | 23   | 14 | 6 | 5 | 3 | 34 | 24 | +10  | Segunda fase. |     | 2–2 | 1–3 | —   | 3–2 | 4–1 | 3–3 | 4–1 | 2–0 |
| 4    | Fantasia Cartagena   | 22   | 14 | 7 | 1 | 6 | 37 | 35 | +2   |               |     | 3–2 | 4–3 | 0–2 | —   | 4–2 | 2–2 | 2–0 | 5–3 |
| 5    | Paz y Futuro         | 20   | 14 | 6 | 2 | 6 | 19 | 24 | −5   |               | 1–1 | 0–0 | 1–0 | 4–2 | —   | 1–0 | 3–1 | 0–2 |     |
| 6    | Atlético Axón        | 14   | 14 | 4 | 2 | 8 | 21 | 27 | −6   |               | 0–2 | 1–2 | 5–4 | 1–5 | 0–2 | —   |     | 3–0 |     |
| 7    | Corporación Córdoba  | 12   | 14 | 3 | 3 | 8 | 26 | 32 | −6   |               | 3–3 | 2–0 | 2–2 | 2–3 | 6–0 | 1–0 | —   | 0–3 |     |
| 8    | Bolívar F. C.        | 12   | 14 | 3 | 3 | 8 | 18 | 31 | −13  | Expulsado     |     | 1–1 | 0–1 | 2–5 | 2–1 | 0–3 | 1–2 | 3–3 | —   |

 Fuente: Difutbol

### Grupo J
| Pos. | Equipo                    | Pts. | PJ | G | E | P  | GF | GC | Dif. | Clasificación |     | OSU | BJS | ACA | AMI | CRI | JIR | TPA | DIS |
| ---- | ------------------------- | ---- | -- | - | - | -- | -- | -- | ---- | ------------- | --- | --- | --- | --- | --- | --- | --- | --- | --- |
| 1    | Once Sucre                | 28   | 14 | 8 | 4 | 2  | 20 | 10 | +10  | Segunda fase. |     | —   | 0–4 | 1–0 | 1–0 | 1–0 | 1–0 | 2–0 | 4–1 |
| 2    | Boca Juniors de Sincelejo | 24   | 14 | 7 | 3 | 4  | 27 | 16 | +11  | Segunda fase. |     | 1–1 | —   | 1–3 | 2–2 | 4–1 | 0–1 | 3–1 | 4–1 |
| 3    | Academia Azul             | 23   | 14 | 7 | 2 | 5  | 23 | 15 | +8   | Segunda fase. |     | 0–0 | 1–0 | —   | 3–1 | 1–1 | 1–4 | 0–1 | 5–1 |
| 4    | Los Amigos                | 22   | 14 | 6 | 4 | 4  | 19 | 12 | +7   |               |     | 1–0 | 1–3 | 0–1 | —   | 2–0 | 2–0 | 3–0 | 4–0 |
| 5    | Los Criollitos            | 22   | 14 | 6 | 4 | 4  | 21 | 19 | +2   |               | 0–0 | 0–3 | 3–2 | 1–1 | —   | 2–1 | 1–0 | 7–1 |     |
| 6    | Atlético Jireh            | 21   | 14 | 5 | 6 | 3  | 17 | 12 | +5   |               | 1–1 | 0–0 | 2–1 | 1–1 | 0–0 | —   | 0–0 | 1–1 |     |
| 7    | Talento Palmitero         | 8    | 14 | 2 | 2 | 10 | 7  | 20 | −13  |               | 1–4 | 1–2 | 0–2 | 0–0 | 1–2 | 0–1 | —   | 2–0 |     |
| 8    | Club Deportivo Disa       | 7    | 14 | 2 | 1 | 11 | 15 | 43 | −28  |               | 1–4 | 3–0 | 1–3 | 0–1 | 2–3 | 2–5 | 1–0 | —   |     |

 Fuente: Difutbol

### Grupo K
| Pos. | Equipo                 | Pts. | PJ | G | E | P  | GF | GC | Dif. | Clasificación |  | GUE | SPE | ACB | RMO | JRM     | JIR     | TOL |
| ---- | ---------------------- | ---- | -- | - | - | -- | -- | -- | ---- | ------------- |  | --- | --- | --- | --- | ------- | ------- | --- |
| 1    | Guerreros Z. B.        | 25   | 12 | 8 | 1 | 3  | 27 | 10 | +17  | Segunda fase. |  | —   | 1–3 | 2–0 | 1–0 | 1–0     | 7–0     | 1–0 |
| 2    | San Pedro F. C.        | 23   | 12 | 7 | 2 | 3  | 17 | 13 | +4   | Segunda fase. |  | 1–4 | —   | 0–0 | 1–1 | 2–0     | 3–0     | 3–0 |
| 3    | Athletic Club Bolívar  | 22   | 12 | 6 | 4 | 2  | 19 | 8  | +11  | Segunda fase. |  | 1–1 | 5–0 | —   | 1–1 | 1–4     | 5–0     | 1–0 |
| 4    | Real Mompox            | 22   | 12 | 6 | 4 | 2  | 16 | 7  | +9   |               |  | 1–0 | 1–2 | 0–0 | —   | 2–0     | 3–0     | 1–0 |
| 5    | Juventud Real Magangué | 19   | 10 | 6 | 1 | 3  | 22 | 10 | +12  | Expulsado     |  | 3–2 | 1–0 | 0–1 | 2–2 | —       | 10–0    | 1–0 |
| 6    | Atlético Jireh "B"     | 3    | 10 | 1 | 0 | 9  | 3  | 38 | −35  | Expulsado     |  | 1–6 | 0–1 | 0–3 | 0–3 | Anulado | —       | 1–0 |
| 7    | Toluviejo              | 0    | 11 | 0 | 0 | 11 | 0  | 13 | −13  | Expulsado     |  | 0–1 | 0–1 | 0–1 | 0–1 | 0–1     | Anulado | —   |

 Fuente: Difutbol

### Grupo L
| Pos. | Equipo             | Pts. | PJ | G  | E | P  | GF | GC  | Dif. | Clasificación |      | ADM | EAZ | NAP | BEC | DJM | COP | RSJ | PLA | GRE  |
| ---- | ------------------ | ---- | -- | -- | - | -- | -- | --- | ---- | ------------- | ---- | --- | --- | --- | --- | --- | --- | --- | --- | ---- |
| 1    | Atletas del Mañana | 34   | 16 | 10 | 4 | 2  | 43 | 14  | +29  | Segunda fase. |      | —   | 0–2 | 3–0 | 2–0 | 2–1 | 1–0 | 4–1 | 2–1 | 7–0  |
| 2    | Equipo Azul        | 33   | 16 | 9  | 6 | 1  | 46 | 7   | +39  | Segunda fase. |      | 2–2 | —   | 1–2 | 3–0 | 1–1 | 5–0 | 4–0 | 8–0 | 6–0  |
| 3    | Nápoles            | 32   | 16 | 9  | 5 | 2  | 30 | 11  | +19  | Segunda fase. |      | 0–0 | 0–0 | —   | 2–2 | 1–0 | 1–1 | 4–1 | 3–0 | 5–0  |
| 4    | Atlético Becerril  | 29   | 16 | 9  | 2 | 5  | 50 | 19  | +31  | Segunda fase. |      | 3–2 | 0–0 | 2–3 | —   | 0–1 | 2–0 | 3–1 | 6–0 | 18–0 |
| 5    | Deportivo J. M.    | 29   | 16 | 9  | 2 | 5  | 35 | 15  | +20  |               |      | 1–2 | 1–2 | 2–1 | 0–3 | —   | 4–0 |     | 3–1 | 8–0  |
| 6    | Deportivo Copey    | 23   | 16 | 6  | 5 | 5  | 30 | 20  | +10  |               | 1–1  | 0–0 | 0–1 | 4–0 | 1–1 | —   | 1–0 | 4–0 | 8–0 |      |
| 7    | Real San Juan      | 14   | 16 | 4  | 2 | 10 | 20 | 31  | −11  |               | 2–2  | 1–5 | 0–0 | 0–1 | 0–2 | 2–3 | —   | 2–0 | 4–0 |      |
| 8    | Plato F. C.        | 8    | 16 | 2  | 2 | 12 | 8  | 43  | −35  |               | 0–3  | 0–0 | 0–2 | 0–5 | 0–1 | 1–1 | 0–2 | —   | 3–0 |      |
| 9    | Gremio Vallenato   | 0    | 16 | 0  | 0 | 16 | 5  | 107 | −102 |               | 0–10 | 0–7 | 0–5 | 1–6 | 1–8 | 1–6 | 1–4 | 1–2 | —   |      |

 Fuente: Difutbol

### Grupo LL
| Pos. | Equipo             | Pts. | PJ | G | E | P  | GF | GC | Dif. | Clasificación     |     | UJA | DRI | SIO  | DMA | INT | COD | SFR | GRA |
| ---- | ------------------ | ---- | -- | - | - | -- | -- | -- | ---- | ----------------- | --- | --- | --- | ---- | --- | --- | --- | --- | --- |
| 1    | Unión Jagüera      | 29   | 14 | 9 | 2 | 3  | 26 | 9  | +17  | Segunda fase.     |     | —   | 1–0 | 2–0  | 1–0 | 2–0 | 1–0 | 1–1 | 6–0 |
| 2    | Deportivo Riohacha | 28   | 14 | 9 | 1 | 4  | 39 | 20 | +19  | Segunda fase.     |     | 2–1 | —   | 0–2  | 4–0 | 4–2 | 1–0 | 5–2 | 5–1 |
| 3    | Sión F. C.         | 28   | 14 | 9 | 1 | 4  | 30 | 16 | +14  | Segunda fase.     |     | 1–0 | 0–3 | —    | 2–0 | 4–2 | 3–0 | 2–0 | 3–3 |
| 4    | Deportivo Manaure  | 26   | 14 | 8 | 2 | 4  | 39 | 22 | +17  |                   |     | 3–1 | 5–0 | 1–4  | —   | 3–1 | 1–0 | 5–3 | 3–0 |
| 5    | Internacional      | 19   | 14 | 6 | 1 | 7  | 32 | 36 | −4   |                   | 1–4 | 1–3 | 1–0 | 1–3  | —   | 3–1 | 6–4 | 5–2 |     |
| 6    | Codazzi F. C.      | 14   | 14 | 4 | 2 | 8  | 20 | 23 | −3   | Retiro Voluntario |     | 0–0 | 2–1 | 0–5  | 1–1 | 1–2 | —   | 0–1 | 7–2 |
| 7    | San Francisco      | 13   | 14 | 3 | 4 | 7  | 29 | 37 | −8   |                   |     | 1–2 | 3–3 | 2–3  | 2–2 | 3–3 | 1–3 | —   | 3–1 |
| 8    | Grama Cesar F. C.  | 4    | 14 | 1 | 1 | 12 | 15 | 68 | −53  |                   | 0–4 | 0–8 | 2–1 | 1–12 | 2–3 | 0–5 | 1–3 | —   |     |

 Fuente: Difutbol

### Grupo M
| Pos. | Equipo                          | Pts. | PJ | G | E | P  | GF | GC | Dif. | Clasificación |     | QUI | RFU | CIU | TLA | ARA | RSA | BAS | JSM |
| ---- | ------------------------------- | ---- | -- | - | - | -- | -- | -- | ---- | ------------- | --- | --- | --- | --- | --- | --- | --- | --- | --- |
| 1    | Deportivo Quique                | 29   | 14 | 9 | 2 | 3  | 34 | 12 | +22  | Segunda fase. |     | —   | 3–1 | 4–0 | 3–2 | 3–0 | 1–1 | 3–2 | 4–1 |
| 2    | Real Fundación                  | 26   | 14 | 7 | 5 | 2  | 28 | 16 | +12  | Segunda fase. |     | 1–0 | —   | 1–1 | 2–2 | 1–1 | 2–0 | 2–1 | 5–1 |
| 3    | Ciudadela 29 de Julio           | 25   | 14 | 7 | 4 | 3  | 35 | 19 | +16  | Segunda fase. |     | 1–1 | 3–3 | —   | 0–2 | 3–0 | 2–0 | 4–2 | 6–1 |
| 4    | Talentos Los Almendros          | 25   | 14 | 7 | 4 | 3  | 24 | 15 | +9   |               |     | 1–0 | 2–1 | 1–1 | —   |     | 1–1 | 2–0 | 4–0 |
| 5    | Atlético Aracataca              | 24   | 14 | 7 | 3 | 4  | 23 | 18 | +5   |               | 0–3 | 1–1 | 2–0 | 3–2 | —   | 0–2 | 3–0 | 5–1 |     |
| 6    | Real Sociedad Alianza Cataquera | 15   | 14 | 4 | 3 | 7  | 17 | 22 | −5   |               | 2–1 | 0–3 | 2–3 | 1–2 | 0–3 | —   | 1–1 | 2–1 |     |
| 7    | Bastidas F. C.                  | 10   | 14 | 3 | 1 | 10 | 20 | 32 | −12  |               | 0–3 | 1–2 | 0–4 | 2–0 | 1–2 | 2–1 | —   | 5–1 |     |
| 8    | Juventus Santa Marta            | 3    | 14 | 1 | 0 | 13 | 11 | 59 | −48  |               | 0–5 | 0–3 | 0–6 | 1–3 | 0–3 |     | 4–3 | —   |     |

 Fuente: Difutbol

### Grupo N
| Pos. | Equipo                          | Pts. | PJ | G | E | P | GF | GC | Dif. | Clasificación |     | PRO | ADB | IPA | FER | SDN | CUC | ASA |
| ---- | ------------------------------- | ---- | -- | - | - | - | -- | -- | ---- | ------------- | --- | --- | --- | --- | --- | --- | --- | --- |
| 1    | La Provincia                    | 27   | 12 | 9 | 0 | 3 | 32 | 15 | +17  | Segunda fase. |     | —   | 3–0 | 2–0 | 1–3 | 2–1 | 2–1 | 6–1 |
| 2    | Amigos del Balón-Altamira F. C. | 25   | 12 | 8 | 1 | 3 | 29 | 12 | +17  | Segunda fase. |     | 4–0 | —   |     | 6–1 |     | 2–0 |     |
| 3    | Internacional Patios            | 23   | 12 | 7 | 2 | 3 | 23 | 17 | +6   | Segunda fase. |     | 3–2 | 0–2 | —   | 2–1 | 2–2 | 3–2 | 2–2 |
| 4    | Club Deportivo Ferry            | 17   | 12 | 5 | 2 | 5 | 20 | 20 | 0    |               |     | 0–1 | 6–2 | 1–0 | —   | 0–0 | 1–4 | 1–1 |
| 5    | Santander del Norte             | 10   | 12 | 2 | 4 | 6 | 10 | 21 | −11  |               | 2–8 | 0–0 | 0–3 | 0–2 | —   | 3–1 | 0–0 |     |
| 6    | Cúcuta F. C.                    | 9    | 12 | 3 | 0 | 9 | 18 | 22 | −4   |               | 1–2 | 0–1 | 1–3 | 0–2 | 1–0 | —   | 7–0 |     |
| 7    | Atlético Santander              | 9    | 12 | 2 | 3 | 7 | 12 | 37 | −25  |               | 0–3 | 0–5 | 1–3 | 3–2 | 1–3 | 3–0 | —   |     |

 Fuente: Difutbol

### Grupo Ñ
| Pos. | Equipo                   | Pts. | PJ | G  | E | P  | GF | GC | Dif. | Clasificación |     | LIN  | RBA | ZAR | TDS | SDB | RSN  | RPS | CIN | TAL  |
| ---- | ------------------------ | ---- | -- | -- | - | -- | -- | -- | ---- | ------------- | --- | ---- | --- | --- | --- | --- | ---- | --- | --- | ---- |
| 1    | Linsoph P. W.            | 36   | 16 | 11 | 3 | 2  | 43 | 11 | +32  | Segunda fase. |     | —    | 0–1 | 1–0 | 1–1 | 4–1 | 3–1  | 4–0 | 1–0 | 3–0  |
| 2    | Real Barrancabermeja     | 34   | 16 | 11 | 1 | 4  | 47 | 16 | +31  | Segunda fase. |     | 0–2  | —   | 2–2 | 1–2 | 2–0 | 10–1 | 5–0 | 3–1 | 3–0  |
| 3    | Zarzal F. C.             | 31   | 16 | 9  | 4 | 3  | 61 | 17 | +44  | Segunda fase. |     | 3–1  | 1–3 | —   | 1–0 | 6–0 | 3–0  | 6–1 | 3–0 | 18–0 |
| 4    | Talentos del Sur         | 26   | 16 | 7  | 5 | 4  | 35 | 22 | +13  | Segunda fase. |     | 0–0  | 1–3 | 2–2 | —   | 0–1 | 4–1  | 1–0 | 3–0 | 7–0  |
| 5    | Sur de Bolívar           | 24   | 16 | 7  | 3 | 6  | 25 | 27 | −2   |               |     | 1–3  | 2–0 | 1–1 | 3–2 | —   | 4–0  | 1–2 | 1–1 | 1–1  |
| 6    | Real Soto Norte          | 19   | 16 | 6  | 1 | 9  | 24 | 43 | −19  |               | 0–5 | 2–1  | 3–2 | 2–3 | 3–0 | —   | 2–2  | 1–0 | 3–0 |      |
| 7    | River Plate Santander    | 14   | 16 | 4  | 2 | 10 | 32 | 46 | −14  |               | 0–3 | 2–4  |     | 2–2 | 0–1 | 4–3 | —    | 6–2 | 9–0 |      |
| 8    | Club Cincuentenario      | 13   | 16 | 3  | 4 | 9  | 19 | 32 | −13  | Expulsado     |     | 2–2  | 0–3 | 2–2 | 2–2 | 1–4 | 1–0  | 3–0 | —   | 0–1  |
| 9    | Talentos Barrancabermeja | 7    | 16 | 2  | 1 | 13 | 12 | 82 | −70  |               |     | 1–10 | 0–6 | 1–5 | 3–5 | 1–4 | 1–2  | 3–2 | 0–4 | —    |

 Fuente: Difutbol

## Fase eliminatoria
Equipos clasificados:
| Grupo A - Deportivo Rionegro - Colo-Colo Grupo B - Tigres del Quindío - Club Deportivo Gama - Manizales F. C. - Atlético Arabia Grupo C - Locos por el Fútbol - Independiente Popayán - Corinto City - Atlético Cauca Grupo D - Nueva Generación Tadó - Los Robles - Linaje F. C. Grupo E - Atlético del Oriente - Club Santoto - Bicentenario F. C. | Grupo F - Tigres "B" - Academia Blanco y Negro - San Andrés F. C. Grupo G - Sporting Caquetá - Deportivo Neiva - Fiorentina F. C. Grupo H - Ilusión Naranja - Boca Juniors de Soledad - Santa Lucía F. C. - Caribe Sport Grupo I - Guerreros F. C. - Atlético Juan Martín - Juventud 2000 Grupo J - Once Sucre - Academia Azul - Boca Juniors Sincelejo | Grupo K - Guerreros ZB - San Pedro F. C. - A. C. Bolívar Grupo L - Equipo Azul - Atletas del Mañana - Nápoles - Atlético Becerril Grupo LL - Sión F. C. - Deportivo Riohacha - Unión Jagüera Grupo M - Deportivo Quique - Real Fundación - Ciudadela 29 de Julio Grupo N - Amigos del Balón-Altamira F. C. - La Provincia - Internacional Patios | Grupo Ñ - Real Barrancabermeja - Linsoph P. W. - Zarzal F. C. - Talentos del Sur |

Total de equipos clasificados: 52 (Corte del 24 de septiembre de 2024)

### Segunda fase
Los 52 equipos clasificados provenientes de la zona de grupos se enfrentaron en llaves de eliminación directa. Los partidos de ida se jugaron entre los días 28 y 29 de septiembre, mientras que los partidos de vuelta entre el 5 y 6 de octubre. Serán locales en el partido de vuelta los equipos mejor ubicados por posición. En caso de ocupar la misma posición se toma como criterio los puntos conseguidos sin importar el número de partidos jugados.
| Local en la ida                 | Agr.         | Local en la vuelta      | Ida | Vuelta |
| ------------------------------- | ------------ | ----------------------- | --- | ------ |
| Linaje F. C.                    | 1-3          | Deportivo Rionegro      | 0-1 | 1-2    |
| Atlético Cauca                  | 1-2          | Tigres del Quindío      | 0-0 | 1-2    |
| Deportivo Neiva                 | 3-5          | Locos Por el Fútbol     | 2-2 | 1-3    |
| Atlético Arabia                 | 3-8          | Nueva Generación Tadó   | 3-6 | 0-2    |
| San Andrés F. C.                | 2-8          | Atlético del Oriente    | 1-4 | 1-4    |
| Bicentenario F. C.              | 1-6          | Tigres "B"              | 0-1 | 1-5    |
| Corinto City                    | 3-3 (4-2 p.) | Sporting Caquetá        | 1-1 | 2-2    |
| A. C. Bolívar                   | 1-4          | Ilusión Naranja         | 0-0 | 1-4    |
| Atlético Becerril               | 6-4          | Guerreros F. C.         | 4-2 | 2-2    |
| Sión F. C.                      | 1-7          | Once Sucre              | 1-4 | 0-3    |
| Ciudadela 29 de Julio           | 3-4          | Guerreros ZB            | 1-3 | 2-1    |
| Caribe Sport                    | 6-6 (5-4 p.) | Atletas del Mañana      | 5-2 | 1-4    |
| Juventud 2000                   | 4-2          | Unión Jagüera           | 4-1 | 0-1    |
| Boca Juniors Soledad            | 3-2          | Deportivo Quique        | 3-1 | 0-1    |
| Talentos del Sur                | 4-5          | La Provincia            | 4-1 | 0-4    |
| Internacional Patios            | 0-5          | Linsoph P. W.           | 0-1 | 0-4    |
| Colo-Colo                       | 6-3          | Los Robles              | 5-0 | 1-3    |
| Fiorentina F. C.                | 2-3          | Club Deportivo Gama     | 0-1 | 2-2    |
| Manizales F. C.                 | 6-5          | Independiente Popayán   | 3-2 | 3-3    |
| Club Santoto                    | 4-3          | Academia Blanco y Negro | 3-2 | 1-1    |
| San Pedro F. C.                 | 2-4          | Santa Lucía F. C.       | 1-1 | 1-3    |
| Atlético Juan Martín            | 3-2          | Real Fundación          | 2-1 | 1-1    |
| Nápoles                         | 2-5          | Boca Juniors Sincelejo  | 2-2 | 0-3    |
| Zarzal F. C.                    | 1-6          | Equipo Azul             | 1-3 | 0-3    |
| Academia Azul                   | 6-4          | Deportivo Riohacha      | 5-0 | 1-4    |
| Amigos del Balón-Altamira F. C. | 6-3          | Real Barrancabermeja    | 2-1 | 4-2    |

### Tercera fase
Jugarán 26 equipos provenientes de la fase II. Los partidos de ida se disputaron entre los días 12 y 13 de octubre, mientras que los partidos de vuelta entre el 19 y 20 del mismo mes. Serán locales en el partido de vuelta los equipos con mayor puntaje en la segunda fase.
| Local en la ida        | Agr.         | Local en la vuelta              | Ida | Vuelta |
| ---------------------- | ------------ | ------------------------------- | --- | ------ |
| Deportivo Rionegro     | 6-4          | Amigos del Balón-Altamira F. C. | 4-2 | 2-2    |
| Academia Azul          | 1-2          | Tigres del Quindío              | 0-0 | 1-2    |
| Locos Por el Fútbol    | 2-3          | Equipo Azul                     | 1-1 | 1-2    |
| Boca Juniors Sincelejo | 1-1 (4-2 p.) | Nueva Generación Tadó           | 1-0 | 0-1    |
| Atlético Juan Martín   | 3-1          | Atlético del Oriente            | 3-0 | 0-1    |
| Santa Lucía F. C.      | 4-4 (2-4 p.) | Tigres "B"                      | 2-0 | 2-4    |
| Sporting Caquetá       | 1-3          | Club Santoto                    | 0-2 | 1-1    |
| Manizales F. C.        | 4-4 (1-3 p.) | Ilusión Naranja                 | 1-1 | 3-3    |
| Club Deportivo Gama    | 1-3          | Atlético Becerril               | 1-1 | 0-2    |
| Colo-Colo              | 1-3          | Once Sucre                      | 0-1 | 1-2    |
| Guerreros ZB           | 2-7          | Linsoph P. W.                   | 2-3 | 0-4    |
| Caribe Sport           | 5-1          | La Provincia                    | 2-0 | 3-1    |
| Boca Juniors Soledad   | 3-4          | Juventud 2000                   | 2-2 | 1-2    |

### Mejor perdedor Fase 3
El mejor perdedor de las llaves de esta fase, clasifica a la cuarta ronda, Solo se muestran los cinco primeros.
| Pos. | Equipo                | Pts. | PJ | G | E | P | GF | GC | Dif. | Clasificación |
| ---- | --------------------- | ---- | -- | - | - | - | -- | -- | ---- | ------------- |
| 1    | Santa Lucía F. C.     | 3    | 2  | 1 | 0 | 1 | 4  | 4  | 0    | Cuarta fase.  |
| 2    | Nueva Generación Tadó | 3    | 2  | 1 | 0 | 1 | 1  | 1  | 0    |               |
| 3    | Atlético del Oriente  | 3    | 2  | 1 | 0 | 1 | 1  | 3  | −2   |               |
| 4    | Manizales F. C.       | 2    | 2  | 0 | 2 | 0 | 4  | 4  | 0    |               |
| 5    | Boca Juniors Soledad  | 1    | 2  | 0 | 1 | 1 | 3  | 4  | −1   |               |

 Fuente: Difutbol

### Cuarta fase
Jugarán 13 equipos provenientes de la fase III, más el mejor segundo de esa ronda. Los partidos de ida se disputaron entre los días 26 y 27 de octubre, mientras que los partidos de vuelta entre el 2 y 4 de noviembre. Serán locales en el partido de vuelta los equipos con mayor puntaje en la tercera fase.
| Local en la ida        | Agr.         | Local en la vuelta | Ida | Vuelta |
| ---------------------- | ------------ | ------------------ | --- | ------ |
| Ilusión Naranja        | 4-2          | Deportivo Rionegro | 4-0 | 0-2    |
| Tigres del Quindío     | 4-3          | Atlético Becerril  | 4-1 | 0-2    |
| Equipo Azul            | 3-2          | Once Sucre         | 2-0 | 1-2    |
| Boca Juniors Sincelejo | 4-3          | Linsoph P. W.      | 2-1 | 2-2    |
| Atlético Juan Martín   | 0-0 (4-3 p.) | Caribe Sport       | 0-0 | 0-0    |
| Tigres "B"             | 3-3 (5-4 p.) | Club Santoto       | 1-1 | 2-2    |
| Santa Lucía F. C.      | 4-2          | Juventud 2000      | 1-1 | 3-1    |

### Mejor perdedor Fase 4
El mejor perdedor de las llaves de esta fase, clasifica a cuartos de final, Solo se muestran los cinco primeros.
| Pos. | Equipo             | Pts. | PJ | G | E | P | GF | GC | Dif. | Clasificación     |
| ---- | ------------------ | ---- | -- | - | - | - | -- | -- | ---- | ----------------- |
| 1    | Atlético Becerril  | 3    | 2  | 1 | 0 | 1 | 3  | 4  | −1   | Cuartos de Final. |
| 2    | Once Sucre         | 3    | 2  | 1 | 0 | 1 | 2  | 3  | −1   |                   |
| 3    | Deportivo Rionegro | 3    | 2  | 1 | 0 | 1 | 2  | 4  | −2   |                   |
| 4    | Club Santoto       | 2    | 2  | 0 | 2 | 0 | 3  | 3  | 0    |                   |
| 5    | Caribe Sport       | 2    | 2  | 0 | 2 | 0 | 0  | 0  | 0    |                   |

 Fuente: Difutbol

### Cuartos de final
Jugarán 7 equipos provenientes de la fase IV, más el mejor segundo de esa ronda. Los partidos de ida se disputarán entre los días 9 y 10 de noviembre, mientras que los partidos de vuelta entre el 16 y 17 del mismo mes. Serán locales en el partido de vuelta los equipos con mayor puntaje en la cuarta fase.
| Local en la ida      | Agr.         | Local en la vuelta     | Ida | Vuelta |
| -------------------- | ------------ | ---------------------- | --- | ------ |
| Ilusión Naranja      | 2-2 (6-7 p.) | Santa Lucía F. C.      | 2-0 | 0-2    |
| Tigres "B"           | 5-1          | Tigres del Quindío     | 1-0 | 4-1    |
| Atlético Juan Martín | 0-1          | Equipo Azul            | 0-0 | 0-1    |
| Atlético Becerril    | 2-1          | Boca Juniors Sincelejo | 2-0 | 0-1    |

### Semifinal
Jugarán 4 equipos ganadores de la serie de cuartos de final. Los partidos de ida se disputarán el 24 de noviembre, mientras que los partidos de vuelta entre el 30 de noviembre y el 1° de diciembre. Serán locales en el partido de vuelta los equipos con mayor puntaje en los cuartos de final.
| Local en la ida   | Agr. | Local en la vuelta | Ida | Vuelta |
| ----------------- | ---- | ------------------ | --- | ------ |
| Santa Lucía F. C. | 0-5  | Equipo Azul        | 0-1 | 0-4    |
| Atlético Becerril | 1-4  | Tigres "B"         | 1-1 | 0-3    |

### Final
- La hora de cada encuentro corresponde al huso horario que rige a Colombia (UTC-5).

| 7 de diciembre de 2024 | Tigres "B"            | 1:0 (0:0) | Equipo Azul | Parque Estadio Olaya Herrera, Bogotá |  |
| 12:00                  | Enrique Benavides 79' | Reporte   |             |                                      |  |

| 14 de diciembre de 2024 | Equipo Azul                                                       | 3:0 (0:0) | Tigres "B" | Cancha Las Flores, Valledupar |  |
| 14:00                   | Harold Lascano 48' · Odacir Perez 66' · Juan Camilo Bracho 90 +3' | Reporte   |            |                               |  |

|                                 |
| Campeón Equipo Azul 1er. título |

## Goleadores
| Jugador                 | Equipos               | Goles |
| ----------------------- | --------------------- | ----- |
| Jheinson Rondón         | Zarzal F. C.          | 33    |
| Robinsón Guardia        | Sporting Caquetá      | 23    |
| Luis Alejandro Quintero | Atlético Arabia       | 20    |
| Roberto torres          | Deportivo Riohacha    | 19    |
| Kevin Mosquera          | Los Robles            | 17    |
| Edmar Jaimes            | La Provincia          | 17    |
| Ronald Patiño           | Manizales F. C.       | 17    |
| Juan Pablo Ramirez      | Club Deportivo Gama   | 16    |
| Sergio Ruiz             | Real Sociedad de Suan | 16    |
| Daniel Forero           | First Level           | 15    |
| Fuente: Difutbol        |                       |       |